# Психометрија
Психометрија је теоријска дисциплина, утемељена на статистици, која проучава могућности, законе и принципе мерења психолошких појава, конструкцијом, стандардизацијом и евалуацијом тестова и других психолошких мерних инструмената, као и статистичким проблемима емпиријских истраживања.
Психометрија је област психологије која се бави теоријом и техником мерења. Психометрија се генерално односи на специјализоване области у оквиру психологије и образовања посвећене тестирању, мерењу, процени и сродним активностима. Психометрија се бави објективним мерењем латентних конструката који се не могу директно посматрати. Примери латентних конструкција укључују интелигенцију, интровертност, менталне поремећаје и образовна постигнућа. Нивои појединаца на неуочљивим латентним варијаблама закључују се путем математичког моделирања на основу онога што се посматра из одговора појединаца на ставке на тестовима и скалама.
Практичари се описују као психометричари, мада не сви који се баве психометријским истраживањима носе овај назив. Психометричари обично поседују специфичне квалификације као што су дипломе или сертификати, а већина су психолози са напредном дипломираном обуком из психометрије и теорије мерења. Поред традиционалних, академских институција, практичари раде и за организације као што су Служба за образовно тестирање и Психолошка корпорација. Неки психометријски истраживачи се фокусирају на конструкцију и валидацију инструмената за процену укључујући анкете, скале и упитнике отвореног или затвореног типа. Други се фокусирају на истраживања у вези са теоријом мерења (нпр. пробабилитичка теорија тестирања; корелација унутар разреда) или се специјализују као професионалци за учење и развој.

## Историјска основа
Психолошко тестирање долази из два тока мишљења: прво, од Дарвина, Галтона и Катела о мерењу индивидуалних разлика, и друго, од Хербарта, Вебера, Фехнера и Вунта и њихових психофизичких мерења сличног конструкта. Други скуп појединаца и њихово истраживање је оно што је довело до развоја експерименталне психологије и стандардизованог тестирања.

### Викторијански талас
Чарлс Дарвин је био инспирација иза Френсиса Галтона, научника који је унапредио развој психометрије. Дарвин је 1859. објавио своју књигу О пореклу врста. Дарвин је описао улогу природне селекције у настанку, током времена, различитих популација врста биљака и животиња. Књига је показала како се поједини припадници врсте разликују међу собом и како поседују карактеристике које су мање-више прилагодљиве њиховом окружењу. Они са прилагодљивијим карактеристикама имају веће шансе да преживе да се размножавају и дају нову генерацију. Они са мање прилагодљивим карактеристикама су мање вероватни. Ове идеје су подстакле Галтоново интересовање за проучавање људских бића и како се они разликују једни од других и, што је још важније, како измерити те разлике.
Галтон је написао књигу под насловом Hereditary Genius. Књига је описала различите карактеристике које људи поседују и како те карактеристике неке чине „прикладнијима“ од других. Данас су ове разлике, као што су сензорно и моторичко функционисање (време реакције, оштрина вида и физичка снага), важне области научне психологије. Велики део раних теоријских и примењених за рад у психометрији предузет је у покушају мерења интелигенције. Галтона често називају „оцем психометрије“, јер је осмислио и укључио менталне тестове међу своје антропометријске мере. Џејмс Мекин Кател, пионир у области психометрије, наставио је са проширењем Галтоновог рада. Кетел је сковао термин ментални тест, и одговоран је за истраживања и знања која су на крају довела до развоја модерних тестова.

### Немачки талас
Порекло психометрије такође има везе са сродним пољем психофизике. Отприлике у исто време када су Дарвин, Галтон и Кател правили своја открића, Хербарт је такође био заинтересован за „откључавање мистерија људске свести“ путем научног метода. Хербарт је био одговоран за стварање математичких модела ума, који су годинама били утицајни у образовној пракси.
Ернст Хајнхрих Вебер се надовезао на Хербартов рад и покушао да докаже постојање психолошког прага, рекавши да је неопходан минимални надражај да би се активирао сензорни систем. Након Вебера, Густав Теодор Фехнер је проширио знање које је стекао од Хербарта и Вебера да би осмислио закон да снага осећаја расте као логаритам интензитета стимулуса. Следбеник Вебера и Фехнера, Вилхелм Вунт је заслужан за оснивање науке о психологији. Вунтов утицај је тај који је отворио пут другима да развију психолошко тестирање.

### 20. век
Године 1936., психометричар Луис Леон Терстон, оснивач и први председник Психометријског друштва, развио је и применио теоријски приступ мерењу који се назива закон упоредног расуђивања, приступ који има блиске везе са психофизичком теоријом Ернста Хајнриха Вебера и Густава Фехнера. Поред тога, Чарлс Спирман и Терстон су дали важан допринос теорији и примени факторске анализе, статистичке методе која је развијена и коришћена у великој мери у психометрији. Крајем 1950-их, Леополд Сонди је направио историјску и епистемолошку процену утицаја статистичког мишљења на психологију током претходних неколико деценија: „у последњим деценијама, специфично психолошко мишљење је скоро потпуно потиснуто и уклоњено, и замењено статистичким размишљањем. Управо овде видимо канцер тестологије и тестоманију данашњице.“
У скорије време, психометријска теорија је примењена у мерењу личности, ставова и уверења и академских постигнућа. Ови латентни конструкти се не могу заиста измерити, а велики део истраживања и науке у овој дисциплини је развијен у покушају да се ови конструкти измере што је могуће ближе правом резултату.
Особе које су дале значајан допринос психометрији су Карл Пирсон, Хенри Ф. Кајсер, Карл Бригем, Луис Леон Терстон, Едвард Ли Торндајк, Георг Раш, Јуџин Галантер, Џонсон О' Конор, Фредерик М. Лорд, Ледијард Р. Такер, Луј Гатман и Џејн Левинџер.

## Дефиниција мерења у друштвеним наукама
Дефиниција мерења у друштвеним наукама има дугу историју. Тренутна широко распрострањена дефиниција, коју је предложио Стенли Смит Стивенс, је да је мерење „додељивање бројева објектима или догађајима према неком правилу“. Ова дефиниција је уведена у научном чланку из 1946. године у коме је Стивенс предложио четири нивоа мерења. Иако широко прихваћена, ова дефиниција се у важним аспектима разликује од класичније дефиниције мерења усвојене у физичким наукама, наиме да научно мерење подразумева „процену или откривање односа неке величине квантитативног атрибута према јединици истог атрибута".
Заиста, Стивенсова дефиниција мерења је изнета као одговор Британском Фергусоновом комитету, чији је председник, А. Фергусон, био физичар. Комитет је 1932. године именовао Британско удружење за унапређење науке да истражи могућност квантитативне процене сензорних догађаја. Иако су њен председник и остали чланови били физичари, у комитету је било и неколико психолога. Извештај комитета је истакао важност дефиниције мерења. Док је Стивенсов одговор био да предложи нову дефиницију, која је имала значајан утицај на терену, ово никако није био једини одговор на извештај. Други, значајно другачији, одговор је био прихватање класичне дефиниције, што се огледа у следећој изјави:
| „ | Мерење у психологији и физици ни у ком смислу се не разликује. Физичари могу да измере када могу да пронађу операције помоћу којих могу да испуне неопходне критеријуме; психолози морају да ураде исто. Они не морају да брину о мистериозним разликама између значења мерења у две науке. | ” |

Ови дивергентни одговори се огледају у алтернативним приступима мерењу. На пример, методе засноване на матрицама коваријансе се обично користе под претпоставком да су бројеви, као што су необрађени резултати добијени из процена, мере. Такви приступи имплицитно подразумевају Стивенсову дефиницију мерења, која захтева само да се бројеви додељују према неком правилу. Главни истраживачки задатак, дакле, генерално се сматра откривањем повезаности између резултата и фактора који се налазе у основи таквих асоцијација.

## Инструменти и процедуре
Први психометријски инструменти дизајнирани су за мерење интелигенције. Један од раних приступа мерењу интелигенције био је тест који су у Француској развили Алфред Бине и Теодор Симон. Тај тест је био познат као Тест Бине-Симон. Француски тест је за употребу у САД прилагодио Луис Терман са Универзитета Станфорд и назван је Станфорд-Бине IQ тест.
Други велики фокус у психометрији је био на тестирању личности. Постојао је низ теоријских приступа концептуализацији и мерењу личности, иако не постоји широко прихваћена теорија. Неки од познатијих инструмената укључују вишефазни инвентар личности Минесоте, модел са пет фактора (или „великих 5“) и алате као што су инвентар личности и преференција и индикатор типа Мајерс–Бригс. Ставови су такође опширно проучавани коришћењем психометријских приступа. Алтернативни метод укључује примену модела мерења који се развија, а најопштији је хиперболички косинусни модел.

## Даље читање
- DeVellis, Robert F. (2016). Scale Development: Theory and Applications. SAGE Publications. ISBN 978-1-5063-4158-3.
- Borsboom, Denny (2005). Measuring the Mind: Conceptual Issues in Contemporary Psychometrics. Cambridge: Cambridge University Press. ISBN 978-0-521-84463-5.
- Leslie A. Miller; Robert L. Lovler (2015). Foundations of Psychological Testing: A Practical Approach. SAGE Publications. ISBN 978-1-4833-6927-3.
- McDonald, Roderick P. (2013). Test Theory: A Unified Treatment. Psychology Press. ISBN 978-1-135-67530-1.
- Kline, Paul (2000). The Handbook of Psychological Testing. Psychology Press. ISBN 978-0-415-21158-1.
- Rush AJ Jr; First, M. B.; Blacker, D. (2008). Handbook of Psychiatric Measures. American Psychiatric Publishing. ISBN 978-1-58562-218-4. OCLC 85885343.
- Silverlake, Ann C (2016). Comprehending Test Manuals: A Guide and Workbook. Taylor & Francis. ISBN 978-1-351-97086-0.
- Rai, Snigdha (2018). „An Ultimate Guide to Psychometric Tests”. Mercer Mettl.